# 월레아이 환초

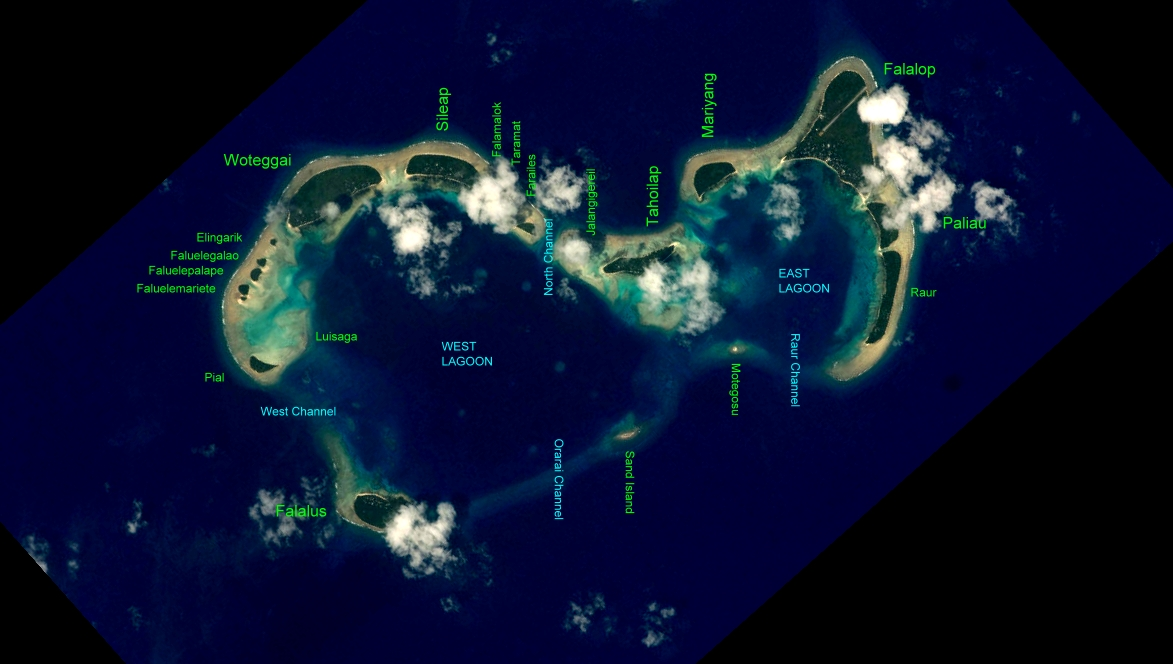
월레아이 환초

월레아이 환초(Woleai)는 서부 태평양에 있는 환초로, 미크로네시아 연방의 야프 주에 속한다. 올레아이 환초(Oleai)라고도 한다.
길이는 남북으로 11.5km, 폭은 7km 정도이며, 면적은 4.5km2이다. 이팔리크 환초(Ifalik)로부터 북서쪽으로 57km, 에아우리피크 환초(Eauripik)로부터 북쪽으로 108km 정도에 위치한다. 인구는 1,081명(2000년 기준)이며, 18개의 섬으로 구성되어 있다.
제1차 세계 대전 당시 일본에 점령되었으며, 이후 1920년에 국제 연맹의 위임으로 캐롤라인 제도와 함께 일본에 할양되었다. 그 뒤 태평양 전쟁 초중반부에 일본군의 소규모 기지를 운용했으며, 절대국방권을 강화하고자 1944년 일본 제국 해군과 일본 제국 육군의 병력 6,500여명이 대규모로 파견되었다. 하지만 사이판 전투 이후로 보급이 끊기자 대부분의 일본군은 기아에 시달려 아사했으며, 1,500여명만이 살아남아 일본의 항복 이후 미군에 의해 구조되었다. 제2차 세계 대전 이후 미국의 통치를 받은 뒤 1947년부터 태평양 제도 신탁통치령의 일부로 관리되었으며, 1979년부터 미크로네시아 연방의 일부로 편입되었다.